# Step Up
Step Up is een Amerikaanse dans- en muziekfilm uit 2006 geregisseerd door Anne Fletcher. Deze werd in 2008 opgevolgd door Step Up 2: The Streets, waarin hoofdrolspeler Channing Tatum opnieuw opduikt, maar dan in een bijrol van enkele scènes om het nieuwe hoofdpersonage te beïnvloeden.

## Verhaal
Tyler Gage (Channing Tatum) groeit op in een pleeggezin in een achterbuurt. Hij brengt er zijn tijd door met dansen in clubs en met het stelen van auto's samen met zijn beste vriend Mac Carter (Damaine Radcliff) en diens kleinere broertje Skinny (De'Shawn Washington) in hun kielzog. Gage komt op een avond in een vechtpartij terecht met de criminele PJ (DeLon Howell), die het niet kan hebben dat hij met zijn vriendinnetje danst. PJ trekt een pistool, maar Mac neemt Tyler mee naar buiten voor de boel escaleert. Daar gooien ze wat met lege blikjes. Eén hiervan gooit Tyler per ongeluk door een ruit van de Maryland School of the Arts (MSA). Ze gaan er met zijn drieën naar binnen en in een opstandige bui slopen ze de inboedel. Ze worden niettemin betrapt door de nachtwaker, die Gage oppakt.
Tyler wordt veroordeeld tot 200 uur taakstraf, te volbrengen op de MSA. Directrice Gordon (Rachel Griffiths) zet hem daar aan het werk als hulp voor de conciërge. Tijdens het opruimen kijkt hij wat rond en ziet er wat de studenten zoal doen. Hij laat zijn oog in het bijzonder vallen op danseres Nora Clark (Jenna Dewan). Zij is een laatstejaars die aan het trainen is voor haar eindproject. Haar danspartner Andrew (Tim Lacatena) verstuikt alleen zijn enkel. Een kundige opvolger kan ze niet vinden. Dit komt onder meer doordat haar vriendje Brett Dolan (Josh Henderson) zijn tijd liever alleen aan zijn eigen project besteedt. Daarom biedt Gage zijn hulp aan, die ze twijfelend aanneemt. Haar manier van dansen is alleen erg klassiek en totaal niet de zijne, zodat hij zich technieken eigen moet maken die hij niet gewend is. Ondertussen laat hij bij tijd en wijle zien hoe hij 'op straat' zoal danst. Zo groeien de twee steeds meer naar elkaar toe en krijgen ze steeds meer inzicht in elkaars levenswijze. Lang niet al hun vooroordelen over elkaar blijken te kloppen.

## Rolverdeling
- Channing Tatum - Tyler Gage
- Jenna Dewan - Nora Clark
- Damaine Radcliff - Mac Carter
- De'Shawn Washington - Skinny Carter
- Mario Barrett - Miles Darby
- Drew Sidora - Lucy Avila
- Alyson Stoner - Camille Gage
- Rachel Griffiths - Directrice Gordon

## Achtergrond
- De film kostte twaalf miljoen dollar en leverde er 65 miljoen op. Ze werd genomineerd voor drie Teen Choice Awards, waarvan er één werd gewonnen door hoofdrolspelers Dewan en Tatum samen.
- Hoofdrolspelers Dewan en Tatum trouwden in 2009 met elkaar.

## Vervolgen
Step Up groeide uit tot een filmreeks van uiteindelijk vijf delen. Na het eerste deel verschenen:
- Step Up 2: The Streets (2008)
- Step Up 3D (2010)
- Step Up 4: Miami Heat (2012, ook verschenen onder de alternatieve titel Step Up Revolution)
- Step Up All In (2014)

Het laatste deel bevat een mix van personages uit alle voorgaande delen.

## Soundtrack
1. Bout It," Yung Joc featuring 3LW
2. "Get Up", Ciara featuring Chamillionaire
3. "(When You Gonna) Give It up to Me", Sean Paul featuring Keyshia Cole"
4. "Show Me The Money," Petey Pablo
5. "80's Joint," Kelis
6. "Step Up," Samantha Jade
7. "Say Goodbye," Chris Brown
8. "Dear Life," Anthony Hamilton
9. "For The Love," Drew Sidora featuring Mario
10. "Ain't Cha," Clipse
11. "Imma Shine," Youngbloodz
12. "Feelin' Myself," Dolla
13. "Till The Dawn," Drew Sidora
14. "Lovely," Deep Side
15. "U Must Be," Gina Rene
16. "Made," Jamie Scott
17. "Feels So Good," Too $hort featuring Jazze Pha

## Discografie

### Albums
| Album met eventuele hitnotering(en) in de Nederlandse Album Top 100 | Datum van verschijnen | Datum van binnenkomst | Hoogste positie | Aantal weken | Opmerkingen |
| ------------------------------------------------------------------- | --------------------- | --------------------- | --------------- | ------------ | ----------- |
| Step Up                                                             | 2006                  | 30-09-2006            | 82              | 1            | Soundtrack  |
| Step Up 2 - The streets                                             | 2008                  | 15-03-2008            | 97              | 2            | Soundtrack  |
| Step Up 3D                                                          | 23-07-2010            | 14-08-2010            | 80              | 3            | Soundtrack  |

| Album met hitnotering(en) in de Vlaamse Ultratop 200 albums | Datum van verschijnen | Datum van binnenkomst | Hoogste positie | Aantal weken | Opmerkingen |
| ----------------------------------------------------------- | --------------------- | --------------------- | --------------- | ------------ | ----------- |
| Step Up                                                     | 2006                  | 24-02-2007            | 79              | 5            | Soundtrack  |
| Step Up 2 - The streets                                     | 2008                  | 08-03-2008            | 12              | 28           | Soundtrack  |
| Step Up 3D                                                  | 2010                  | 07-08-2010            | 4               | 21*          | Soundtrack  |